# Ярославцев, Валентин Егорович
Валентин Егорович Ярославцев — советский хозяйственный, государственный и политический деятель.

## Биография
Родился в 1933 году в деревне Успенье. Член КПСС.
С 1955 года — на хозяйственной, общественной и политической работе. В 1955—1993 гг. — контролер, токарь-расточник, наладчик станков и манипуляторов Златоустовского приборостроительного завода, председатель совета трудового коллектива Златоустовского приборостроительного завода, член ЦК профсоюза министерства станкостроения СССР.
Делегат XXIV съезда КПСС.
За совершенствование технологии производства был в составе коллектива удостоен Государственной премии СССР за выдающиеся достижения в труде 1981 года.
Почётный гражданин Трёхгорного.
Умер в 2020 году.